# Лессер, Эрик
Э́рик Ле́ссер (нем. Erik Lesser; род. 17 мая 1988, Зуль) — немецкий биатлонист, двукратный чемпион мира 2015 года в гонке преследования и эстафете, серебряный призёр зимних Олимпийских игр 2014 года в эстафете и серебряный призер в индивидуальной гонке , там же принял участие в 50-километровой лыжной гонке, где занял 42-е место. Бронзовый призёр Олимпиады 2018 в эстафете.
Внук известного немецкого лыжника Акселя Лессера. Завершил карьеру в 2022 году.

## Общая информация
- Первый год в биатлоне — 1999
- Тренер — Петер Зендель
- Клуб — SV Eintracht Frankenhain
- Дебют в кубке мира — 2010
- На олимпиаде в Сочи занял второе место в индивидуальной гонке на 20 км.

## Юниорские достижения
| Год  | Место проведения | Возраст | Инд | Спр | Пр | Эст |
| 2008 | ЧМ Рупольдинг    | U21     | 7   | 16  | 8  |     |
| 2009 | ЧМ Кенмор        | U21     | 3   | 11  | 11 | 1   |
| 2010 | ЧЕ Отепя         | U26     | 4   | 6   | 2  | 1   |
| 2012 | ЧЕ Осрблье       | U26     | 3   | 11  | 7  | —   |

## Кубок IBU

### Общий зачёт Кубка IBU
- сезон 2008/2009 — 26 место (180 очков)
- сезон 2009/2010 — 5 место (463 очка)

### Победы в Кубке IBU
| Дата                 | Место         | Страна   | Дисциплина           |
| -------------------- | ------------- | -------- | -------------------- |
| 11 марта 2009        | Риднау        | Италия   | индивидуальная гонка |
| 13 марта 2009        | Риднау        | Италия   | спринт               |
| 14 марта 2009        | Риднау        | Италия   | гонка преследования  |
| 23 декабря 2009      | Риднау        | Италия   | спринт               |
| 4 марта 2010 (ЧЕ)    | Отепя         | Эстония  | Эстафета             |
| 8 января 2011        | Нове-Место    | Чехия    | Индивидуальная гонка |
| 5 февраля 2011       | Осрблье       | Словакия | Индивидуальная гонка |
| 6 февраля 2011       | Осрблье       | Словакия | Спринт               |
| 24 февраля 2011 (ЧЕ) | Риднаун       | Италия   | Эстафета             |
| 7 января 2012        | Форни-Аволтри | Италия   | Индивидуальная гонка |
| 8 января 2012        | Форни-Аволтри | Италия   | Спринт               |
| 2 февраля 2012 (ЧЕ)  | Осбрлье       | Словакия | Эстафета             |
| 11 марта 2012        | Альтенберг    | Германия | Гонка преследования  |

## Кубок мира
12 марта 2010 года  дебютировал на этапе Кубка мира в Контиолахти в смешанной эстафете, где вместе с Кати Вильхельм, Магдаленой Нойнер, и Симоном Шемпом стал вторым, уступив лишь команде Норвегии. Затем принял участие в спринте (44 место) и гонке преследования (51 место), но в очках финишировать не смог.

### Статистика выступлений в Кубке мира
| Результат                  | Личные гонки | Личные гонки | Личные гонки | Личные гонки | Личные гонки | Эстафеты | Эстафеты | Эстафеты | Эстафеты |
| Результат                  | Инд          | Спр          | Пр           | МС           | Всего        | Эст      | См       | Осм      | Всего    |
| -------------------------- | ------------ | ------------ | ------------ | ------------ | ------------ | -------- | -------- | -------- | -------- |
| 1 место                    | —            | —            | 1            | 1            | 2            | 4        | —        | —        | 4        |
| 2 место                    | 1            | —            | 1            | 1            | 3            | 10       | 2        | 3        | 15       |
| 3 место                    | 2            | 1            | 1            | 2            | 6            | 10       | —        | 1        | 11       |
| Всего подиумов             | 3            | 1            | 3            | 4            | 11           | 24       | 2        | 4        | 30       |
| по состоянию на 21.06.2021 |              |              |              |              |              |          |          |          |          |

### Результаты выступлений в кубке мира
- 2010—2011 — 91-е место (18 очков)
- 2011—2012 — 65-е место (49 очков)
- 2012—2013 — 16-е место (518 очков)
- 2013—2014 — 28-е место (271 очко)
- 2014—2015 — 10-е место (606 очков)
- 2015—2016 — 14-е место (553 очка)
- 2016—2017 — 10-е место (621 очко)
- 2017—2018 — 11-е место (506 очков)
- 2018—2019 — 23-е место (377 очков)
- 2019—2020 — 59-е место (56 очков)
- 2020—2021 — 16-е место (543 очков)

### Участие в Олимпийских играх
| Год  | Место проведения | Спринт | Гонка преследования | Индивидуальная гонка | Масс-старт | Эстафета | Смешанная эстафета |
| ---- | ---------------- | ------ | ------------------- | -------------------- | ---------- | -------- | ------------------ |
| 2014 | Сочи             | 21     | 16                  | Серебро              | 26         | Серебро  | —                  |
| 2018 | Пхёнчхан         | 11     | 11                  | 9                    | 4          | Бронза   | 4                  |
| 2022 | Пекин            | —      | —                   | 67                   | —          | 4        | —                  |

### Чемпионаты мира
| Год  | Место проведения     | Спринт | Гонка преследования | Индивидуальная гонка | Масс-старт | Эстафета | Смешанная эстафета | Сингл-микст |
| ---- | -------------------- | ------ | ------------------- | -------------------- | ---------- | -------- | ------------------ | ----------- |
| 2013 | Нове-Место           | 12     | 14                  | 34                   | 5          | Бронза   | —                  | N/A         |
| 2015 | Контиолахти          | 5      | Золото              | 18                   | 17         | Золото   | —                  | N/A         |
| 2016 | Осло                 | 19     | 7                   | 7                    | 14         | Серебро  | —                  | N/A         |
| 2017 | Хохфильцен           | 37     | 28                  | 4                    | 21         | 4        | —                  | N/A         |
| 2019 | Эстерсунд            | 8      | 11                  | 11                   | 27         | Серебро  | —                  | 4           |
| 2020 | Антхольц-Антерсельва | —      | —                   | —                    | —          | Бронза   | —                  | Серебро     |
| 2021 | Поклюка              | 66     | —                   | —                    | —          | 7        | 7                  | 7           |

## Экипировка
- Лыжи - Salomon
- Винтовка - Anschütz
- Лыжные палки - Swix
- Костюм - Adidas
- Перчатки - Roeckl
- Очки - Rudy Project